# Дуала (язык)
Дуала (bwambo ba duálá) — бантоидный язык Камеруна, язык народа дуала, распространён в прибрежной зоне.
Первый перевод Нового Завета на язык дуала был осуществлён в 1862 году Альфредом Сакером, в 1901 году для дуала предложен алфавит профессора Карла Майнхофа, в 1932 году составлена грамматика, в 1979 утвержден новый действующий стандарт алфавита.
Алфавит Майнхофа (26 букв):
A B C D E E̲ F G H I J K L M N Ń Ṅ O O̲ P R S T U W Y
Алфавит на базе общекамерунского алфавита:
A a, B b, Ɓ ɓ, C c, D d, Ɗ ɗ, E e, Ɛ ɛ, I i, J j, K k, L l, M m, Mb mb, N n, Nd nd, Nj nj, Ny ny, Ŋ ŋ, Ŋg ŋg, O o, Ɔ ɔ, P p, S s, T t, U u, W w, Y y